# Светски куп у ватерполу 1979.
1. Светски куп у ватерполу под покровитељством ФИНЕ је одржан од 29. априла до 6. маја у Ријеци и Београду у Југославији. Такмичење у Београду је одржано на базену спортског центра Ташмајдан. 
Учествовало је 8 најбољих репрезентација са светског првенства 1978. које су играле по једноструком бод систему, а победник је била екипа Мађарске која је сакупила највише бодова у својих 7 утакмица.

## Учесници
- Бугарска
- Западна Немачка
- Италија
- Југославија
- Мађарска
- Румунија
- Сједињене Државе
- Совјетски Савез

## Резултати
- Напомена: Утакмице нису игране по редоследу који је приказан у наставку чланка.

|  | Мађарска | 8 : 4 | Бугарска |  |

|  | Сједињене Државе | 8 : 4 | Румунија |  |

|  | Југославија | 7 : 6 | Италија |  |

|  | Совјетски Савез | 9 : 4 | Западна Немачка |  |

|  | Мађарска | 5 : 4 | Румунија |  |

|  | Сједињене Државе | 9 : 4 | Италија |  |

|  | Југославија | 3 : 4 | Западна Немачка |  |

|  | Совјетски Савез | 5 : 1 | Бугарска |  |

|  | Мађарска | 5 : 2 | Италија |  |

|  | Сједињене Државе | 4 : 2 | Западна Немачка |  |

|  | Југославија | 7 : 2 | Бугарска |  |

|  | Совјетски Савез | 3 : 2 | Румунија |  |

|  | Мађарска | 4 : 4 | Западна Немачка |  |

|  | Сједињене Државе | 6 : 3 | Бугарска |  |

|  | Југославија | 6 : 4 | Румунија |  |

|  | Совјетски Савез | 6 : 6 | Италија |  |

|  | Мађарска | 4 : 3 | Совјетски Савез |  |

|  | Сједињене Државе | 4 : 6 | Југославија |  |

|  | Западна Немачка | 6 : 3 | Бугарска |  |

|  | Италија | 8 : 8 | Румунија |  |

|  | Мађарска | 7 : 8 | Југославија |  |

|  | Сједињене Државе | 6 : 3 | Совјетски Савез |  |

|  | Западна Немачка | 4 : 4 | Румунија |  |

|  | Италија | 10 : 5 | Бугарска |  |

|  | Мађарска | 4 : 3 | Сједињене Државе |  |

|  | Југославија | 1 : 5 | Совјетски Савез |  |

|  | Западна Немачка | 5 : 4 | Италија |  |

|  | Румунија | 3 : 3 | Бугарска |  |

| 2° место Сједињене Америчке Државе | Победник 1. Светског купа у ватерполу за мушкарце Мађарска 1° титула | 3° место Југославија |

## Табела
|   | Репрезентација   | ОУ | ПО | Н | И | ДГ | ПГ | ГР  | Бод |
| - | ---------------- | -- | -- | - | - | -- | -- | --- | --- |
| 1 | Мађарска         | 7  | 5  | 1 | 1 | 37 | 28 | +9  | 11  |
| 2 | Сједињене Државе | 7  | 5  | 0 | 2 | 40 | 26 | +14 | 10  |
| 3 | Југославија      | 7  | 5  | 0 | 2 | 38 | 32 | +6  | 10  |
| 4 | Совјетски Савез  | 7  | 4  | 1 | 2 | 35 | 25 | +10 | 9   |
| 5 | Западна Немачка  | 7  | 3  | 2 | 2 | 29 | 31 | -2  | 8   |
| 6 | Италија          | 7  | 1  | 2 | 4 | 40 | 45 | -5  | 4   |
| 7 | Румунија         | 7  | 0  | 3 | 4 | 29 | 37 | -8  | 3   |
| 8 | Бугарска         | 7  | 0  | 1 | 6 | 21 | 45 | -24 | 1   |

- ОУ - одиграних утакмица, ПО - победа, Н - нерешених, И - изгубљених утакмица, ДГ - датих голова, ПГ - примљених голова, ГР - гол-разлика.

## Састави победничких екипа
| Злато  | Мађарска         | Имре Будавари, Габор Чапо, Ђерђ Герендаш, Карољ Хаслер, Ђерђ Хоркаји, Ласло Кунц, Ендре Молнар, Јожеф Шомоши, Атила Шудар, Иштван Сивош, Тамаш Вајснер | Селектор: |
| Сребро | Сједињене Државе | | Селектор: |
| Бронза | Југославија      | | Селектор: |